# The Wave
The Wave  (tysk originaltitel: Die Welle) är en tysk thrillerfilm från 2008 i regi av Dennis Gansel. Filmen är baserad på experimentet The Third Wave vilket utfördes av läraren Ron Jones i Kalifornien i slutet av 1960-talet.

## Handling
Under en projektvecka diskuterar gymnasieläraren Rainer Wenger (Jürgen Vogel) autokrati med sin klass. Hans elever tycker att det är tråkigt att repetera nationalsocialismen och tror att Tyskland aldrig åter skulle kunna etablera ett envälde. Så Wenger börjar med ett experiment för att visa hur lätt det är att manipulera massorna. 
Han börjar med att låta eleverna bestämma vem de skulle se som klassens ledare. Eleverna väljer honom som ledare och han börjar kräva att de ska kalla honom Herr Wenger, istället för Rainer, och ändrar sittplatserna i klassrummet så eleverna med dåliga betyg sitter bredvid dem med bra. Herr Wenger säger att eleverna ska hjälpa varandra för att förbättra klassens resultat och gemenskapen. Om eleverna vill säga någonting måste de ställa sig upp och ge korta och koncisa svar. Wenger visar effekten av att marschera tillsammans i samma takt och motiverar dem att störa klassen under dem.
Nästa steg i unifieringen till en grupp är att välja ett namn och de bestämmer sig för "Die Welle" (vågen). Alla elever måste bära en vit skjorta med jeans, för att få bort klassindelningar och individualitet. Två flickor, Karo och Mona (Jennifer Ulrich och Amelie Kiefer), protesterar mot gruppens handlingar och tre pojkar lämnar gruppen. Så småningom återvänder två av de tre pojkar till klassen, medan Mona, äcklad av hur hennes klasskamrat tar till sig autokratismen, lämnar gruppen. Medlemmarna i Die Welle sprayar gruppens logo överallt i staden och har fester där endast medlemmar är välkomna. 
En ung man i synnerhet, Tim (Frederick Lau), blir väldigt fäst vid gruppen då han äntligen har blivit accepterad i en social grupp i skolan. Han bränner sina märkeskläder efter en diskussion om hur stora företag utnyttjar barnarbete. Tim dyker senare upp utanför Wengers hus och erbjuder sig att bli hans livvakt. Wenger bjuder in Tim för middag, men säger att han inte behöver beskydd. Detta sätter press på Wengers förhållande till sin fru, som redan är spänt då hon tycker experimentet har gått för långt. Wenger skickar till slut hem Tim, men hittar honom morgonen därefter utanför huset då Tim har sovit där.
Karo fortsätter sina försök att sprida sanningen om Die Welles handlingar, vilket gör många i gruppen arga. De säger då till Marco (Max Riemelt), medlem i Die Welle och Karos pojkvän, att han ska göra något åt det. Under konfrontationen blir Marco arg och slår Karo blodig, vilket får honom att inse att experimentet har hamnat utom kontroll. Marco ber Herr Wenger att stoppa projektet. Wenger säger att han ska ta hand om det och kallar alla medlemmar (som nu överstiger ett hundratal i antal) till ett möte i skolans aula.
Inne på mötet bakom låsta dörrar börjar Wenger att egga upp eleverna och säger att de kommer att sprida sitt budskap över Tyskland och ändra saker till vad de borde vara. Alla elever jublar och applåderar. Marco ställer sig upp och säger emot, Wenger pekar då ut honom som en "förrädare" och låter honom föras till scenen. När fyra pojkar tagit fram Marco till scenen konfronterar läraren till sist eleverna om deras handlingar, och frågar dem hur långt de skulle ha gått; skulle de ha dödat Marco om han sagt det? Han påminner dem om hur säkra de varit att en diktatur aldrig skulle kunna uppstå i Tyskland igen.
Många av studenterna känner skam och ånger när de inser vad de har varit delaktiga i. Tim, som tyckte Die Welle var allt han hade, vägrar att acceptera att experimentet är över, och skjuter och skadar en annan elev innan han slutligen tar sitt eget liv. Filmen slutar med att polisen arresterar Wenger, som i filmens sista bild ser någonting som får honom att frysa i skräck. Vad exakt han ser får publiken inte veta men en av många teorier är till exempel att poliserna i bilen är Die Welle-medlemmar som tänker föra "ledaren" i säkerhet.

## Medverkande
| Jürgen Vogel       | – Rainer Wenger          |
| Frederick Lau      | – Tim                    |
| Max Riemelt        | – Marco                  |
| Jennifer Ulrich    | – Karo                   |
| Christiane Paul    | – Anke Wenger            |
| Cristina do Rego   | – Lisa                   |
| Elyas M'Barek      | – Sinan                  |
| Maximilian Vollmar | – Bomber                 |
| Maximilian Mauff   | – Kevin                  |
| Jacob Matschenz    | – Dennis                 |
| Amelie Kiefer      | – Mona                   |
| Fabian Preger      | – Kashi                  |
| Tino Mewes         | – Schädel                |
| Odine Johne        | – Maja                   |
| Liv Lisa Fries     | – Laura                  |
| Maren Kroymann     | – Rektor                 |
| Dennis Gansel      | – Martin                 |
| Maxwell Richter    | – Faust (Anarkistledare) |
| Lena Lutz          | – Leyla                  |
| Leander Hagen      | – Zecke                  |
| Teresa Harder      | – Karos mamma            |

## Inspelning
Som inspelningsplats användes skolan Marie-Curie-Gymnasium i Dallgow-Döberitz utanför Berlin. I filmen används bland annat låtarna "Rock 'n' Roll High School" av Ramones och "Execution Song" av Johnossi.